# Marek Cieszkowski (geolog)
Marek Jan Cieszkowski (ur. 1949, zm. 23 sierpnia 2020) – polski geolog, profesor nauk o Ziemi. Specjalizował się w zagadnieniach z zakresu geologii, zwłaszcza sedymentologii oraz tektoniki. Kierownik i profesor zwyczajny Zakładu Kartografii Geologicznej i Tektoniki w Instytucie Nauk Geologicznych na Wydziale Geografii i Geologii Uniwersytetu Jagiellońskiego. Członek towarzystw naukowych, między innymi Polskiego i Austriackiego Towarzystwa Geologicznego oraz Stowarzyszenia Galicja Tectonic Group.

## Życiorys
Absolwent studiów geologicznych na Akademii Górniczo-Hutniczej im. Stanisława Staszica w Krakowie (rocznik 1972). Doktoryzował się w 1980 roku na Wydziale Geologii, Geofizyki i Ochrony Środowiska AGH (jako miejsce przeprowadzenia przewodu doktorskiego podaje się również Instytut Geologiczny w Warszawie) na podstawie rozprawy zatytułowanej Stratygrafia i tektonika płaszczowiny magurskiej na SW od Obidowej (południowo-zachodnia część Gorców i Pogórze Sieniawskie). Habilitację uzyskał w 1993 na Wydziale Biologii i Nauk o Ziemi Uniwersytetu Jagiellońskiego w oparciu o pracę Strefa Michalczowej – nowa jednostka strefy przedmagurskiej w Zachodnich Karpatach Fliszowych i jej geologiczne otoczenie. Tytuł profesora nauk o Ziemi nadano mu w 2017 roku. Współautor przewodnika po Gorcach oraz sprawozdania z seminarium naukowego, które odbyło się 21 kwietnia 2005 w Krakowie pod nazwą Wapienie organogeniczne i organodetrytyczne w Karpatach Zewnętrznych i ich znaczenie dla rekonstrukcji paleogeograficznych Tetydy.